# Benoit Tranquille Berbiguier

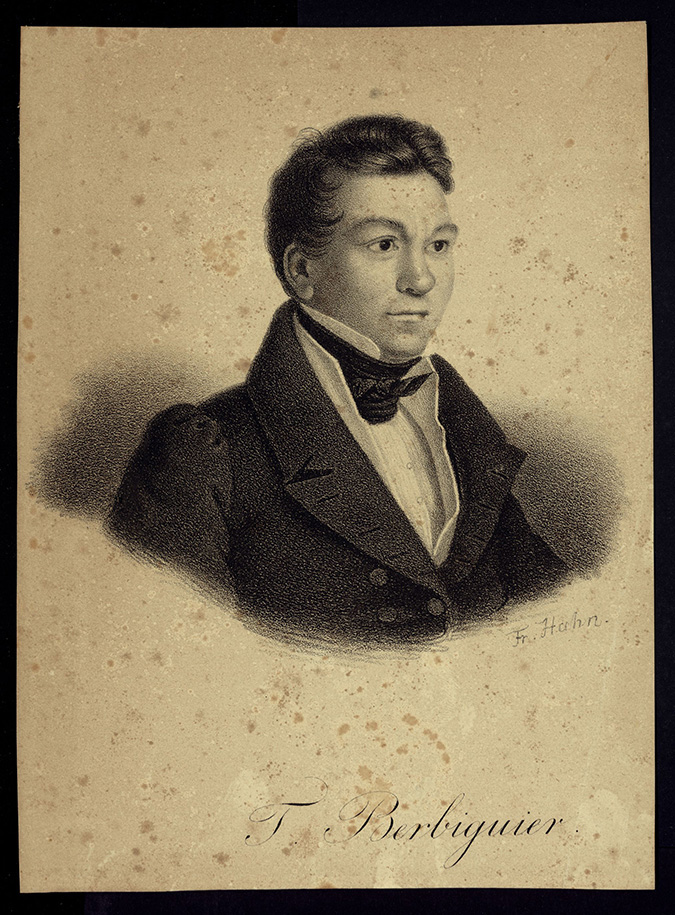
Benoit Tranquille Berbiguier

Antoine Benoit Tranquille Berbiguier (* 21. Dezember 1782 in Caderousse, heute im Département Vaucluse; † 29. Januar 1838 in Pontlevoy) war ein französischer Flötist und Komponist.

## Leben
Berbiguier erlernte bereits in früher Jugend autodidaktisch das Spiel der Flöte, der Violine und des Violoncellos. Ursprünglich für das Studium der Rechtswissenschaften vorgesehen, studierte er ab 1805 am Pariser Konservatorium als Schüler des Flötisten Johann Georg Wunderlich sowie von Henri Montan Berton (Harmonielehre). 1813 wurde Berbiguier zum Militär eingezogen. 1819 nahm er als Leutnant seinen Abschied und ließ sich als Flötenvirtuose und Komponist in Paris nieder. 1830 übersiedelte er nach Pontlevoy.
Von Berbiguier sind mehr als 150 Werke überliefert, darunter elf Flötenkonzerte, zwei konzertante Sinfonien für zwei Flöten und Orchester und kammermusikalische Kompositionen. Manche seiner Etuden finden bis heute Verwendung im Flötenunterricht.